# Nicky Little
Nick Tyrone Little (Tokoroa, 13 de septiembre de 1976) es un ex–jugador fiyiano de rugby nacido en Nueva Zelanda y que se desempeñaba como apertura.
Actualmente es el jugador con más partidos disputados y más puntos marcados de los Flying Fijians. Además es sobrino de los también jugadores de rugby Lawrence Little y Walter Little.

## Selección nacional
Fue convocado a los Flying Fijians por primera vez en julio de 1996 para enfrentar a los Springboks y con apenas meses de haber debutado en primera división, rápidamente se convirtió en un jugador regular del seleccionado y disputó su último partido en octubre de 2011 contra los Dragones rojos. En total jugó 71 partidos y marcó 670 puntos.

### Participaciones en Copas del Mundo
Participó de los Mundiales de Gales 1999 ya como titular y jugando en todos los partidos, Australia 2003 jugando en todos los partidos, Francia 2007 siendo el noveno máximo anotador del torneo y donde los Flying Fijians consiguieron el pase a cuartos de final, por segunda vez en la historia y luego de 20 años. Por último jugó en Nueva Zelanda 2011 donde fue suplente de Waisea Luveniyali, el pateador fue Seremaia Bai y Little se retiró del seleccionado con 35 años.
| Mundial                       | Sede          | Resultado        | PJ | Puntos |
| ----------------------------- | ------------- | ---------------- | -- | ------ |
| Copa Mundial de Rugby de 1999 | Gales         | Primera fase     | 4  | 38     |
| Copa Mundial de Rugby de 2003 | Australia     | Primera fase     | 4  | 45     |
| Copa Mundial de Rugby de 2007 | Francia       | Cuartos de final | 3  | 42     |
| Copa Mundial de Rugby de 2011 | Nueva Zelanda | Primera fase     | 3  | 0      |

## Palmarés
- Campeón del Pacific Rim Championship de 2001.
- Campeón del Pacific Nations Cup de 1996.